# Jožef Holpert
Jožef Holpert (Bezdan, 13 de março de 1961) é um ex-handebolista profissional servio, medalhista olímpico pela Seleção Iugoslava em 1988.
Jožef Holpert fez parte do elenco medalha de bronze de Seul 1988. Em Olimpíadas jogou 6 partidas anotando 15 gols.

## Títulos
- Jogos Olímpicos:
  - Bronze: 1988